# Электра Начиос (киноперсонаж)
Эле́ктра На́чиос (англ. Elektra Natchios) или просто Эле́ктра (англ. Elektra) — персонаж фильмов «Сорвиголова» (2003) и «Электра» (2005) от студии 20th Century Fox, а также кинокартины «Дэдпул и Росомаха» (2024), входящей в медиафраншизу «Кинематографическая вселенная Marvel». Основана на одноимённой антигероине Marvel Comics, созданной сценаристом и художником Фрэнком Миллером. Роль Электры исполнила Дженнифер Гарнер; молодую версию сыграла Лаура Уорд.
Электра — дочь миллиардера Николаса Начиоса и возлюбленная слепого адвоката Мэтта Мёрдока. В юном возрасте она стала свидетельницей убийства её матери, после чего отец девочки начал обучать её боевым искусствам. Когда Николас Начиос был убит наёмником Меченым по приказу криминального авторитета Уилсона Фиска, Электра ошибочно сочла линчевателя Сорвиголову ответственным за смерть отца. Во время противостояния с Дьяволом Адской кухни погибла от руки Меченого, но была воскрешена слепым мастером боевых искусств по прозвищу Стик; с этого момента Электра стала профессиональным наёмным убийцей.
Гарнер получила неоднозначные отзывы критиков за свою интерпретацию Электры; роль принесла актрисе несколько номинаций.

## Создание образа
Электра была создана сценаристом и художником Фрэнком Миллером и впервые появилась в комиксе Daredevil #168 (январь 1981). Прообразом героини послужила американская бодибилдерша Лиза Лион. Миллер задумывал Электру как персонажа на один выпуск, однако Marvel понравился образ девушки и она стала регулярно появляться в комиксах о Сорвиголове вплоть до её смерти в выпуске #181 (апрель 1982). Несмотря на её воскрешение некоторое время спустя, издательство наложило запрет на её дальнейшие пересечения с Дьяволом Адской кухни.
На роль Электры претендовали Кейт Уинслет, Пенелопа Крус, Сальма Хайек, Натали Портман, Люси Лью, Джессика Альба и Кэти Холмс. В дальнейшем кастинг-директор «Сорвиголовы» сократил лист претенденток до Дженнифер Гарнер, Джолин Блэлок, Миа Маэстро и Роны Митры; в конечном итоге выбор студии пал на Гарнер. О своей героине актриса высказалась следующим образом: «[Электра] сильная, красивая и умная. Она была бы хорошим образцом для подражания». После назначения на роль Гарнер заявила, что в фильме Электра не будет носить классический красным костюм из комиксов; вместо этого, героиня сражалась в чёрном кожаном костюме.
Гарнер не хотела возвращаться к роли Электры в сольном фильме 2005 года, но была вынуждена сделать это из-за контракта со студией 20th Century Fox.
В июле 2023 года The Hollywood Reporter сообщил, что Гарнер вновь сыграет Электру в фильме «Дэдпул и Росомаха» (2024), действие которого разворачивается в медиафраншизе «Кинематографическая вселенная Marvel».

## Биография
Электра — дочь миллиардера Николаса Начиоса, который начал обучать её боевым искусствам с того момента, как девушка стала свидетельницей убийства её матери в юном возрасте.
Электра знакомится со слепым адвокатом Мэттом Мёрдоком, который пытается добиться внимания с её стороны, что приводит к спарринг-матчу между ними на детской площадке; в конечном итоге Электра влюбляется в него и молодые люди разделяют поцелуй под дождём. В скором временем наёмный убийца Меченый убивает Николаса по приказу криминального авторитета Уилсона Фиска и подставляет супергероя Сорвиголову в глазах Электры. Убеждённая, что именно Дьявол Адской кухни убил её отца, Электра начинает усиленно тренироваться, чтобы отомстить ему. Она нападает на Сорвиголову на крышах Нью-Йорка, но, узнав, что под маской линчевателя находится Мэтт, не решается убить его. Затем она устанавливает личность истинного убийцы её отца — Меченого, и обращает свою месть на него, но получает смертельное ранение и умирает на руках Мёрдока.
Погибшую Электру воскрешает слепой мастер боевых искусств по прозвищу Стик, которым становится её наставником. Тем не менее, он исключает девушку из своей школы, так как её сердце было наполнено гневом и ненавистью. Электра становится профессиональным наёмным убийцей. Она знакомится с отцом-одиночкой Майком Миллером и его дочерью Эбби и вскоре получает задание убить их. Когда Электра отказывается от контракта и встаёт на защиту Майка и Эбби, за ними начинают охотиться ниндзя из клана Руки. В конечном итоге она сталкивается с лидером Руки Кириги, по совместительству являющимся убийцей её матери, и побеждает его в бою. Убедившись, что жизни Майка и Эбби ничего не угрожает, Электра решает идти по собственному пути.

## Другие появления
Электра является первым боссом игры Daredevil (2003) для Game Boy Advance по мотивам одноимённого фильма. По сюжету, Кингпин промывает ей мозги, отправляя на сражение с Сорвиголовой. В отличие от фильма, она не винит Дьявола Адской кухни в смерти своего отца.
Электра — протагонист одноимённой мобильной игры по мотивам картины 2005 года.

## Восприятие
В своей рецензии на «Сорвиголову» профессиональный кинокритик Роджер Эберт из Chicago Sun-Times назвал Дженнифер Гарнер подходящей актрисой для роли Электры. Хелен О’Хара из журнала Empire оценила игру актрисы в фильме «Электра», отметив, что «Гарнер изо всех сил пытается компенсировать недостатки сценария». Клаудия Пуиг из USA Today оценила героиню Гарнер за её «грацию и мистические способности», которые «накладывают на неё бремя одиночества».
Награды и номинации
| Год  | Фильм         | Награда               | Категория                                           | Результат | Примечания           |
| ---- | ------------- | --------------------- | --------------------------------------------------- | --------- | -------------------- |
| 2003 | «Сорвиголова» | Teen Choice Awards    | Лучшая актриса в драме / приключенческом боевике    | Номинация | [ 18 ]               |
| 2003 | «Сорвиголова» | Teen Choice Awards    | Лучшая прорывная женская роль в кино                | Номинация | [ 18 ]               |
| 2003 | «Сорвиголова» | Teen Choice Awards    | Лучшая экранная химия (с Беном Аффлеком)            | Номинация | [ 18 ]               |
| 2003 | «Сорвиголова» | MTV Movie & TV Awards | Лучшая прорывная женская роль в кино                | Победа    | [ 18 ]               |
| 2003 | «Сорвиголова» | MTV Movie & TV Awards | Лучший поцелуй (с Беном Аффлеком)                   | Номинация | [ 18 ]               |
| 2005 | «Электра»     | Teen Choice Awards    | Лучшая актриса в приключенческом боевике / триллере | Номинация | [ 19 ] [ 20 ]        |
| 2005 | «Электра»     | MTV Movie & TV Awards | Лучший поцелуй (с Натасией Мальте)                  | Номинация | [ 19 ] [ 21 ] [ 22 ] |